# Južni centralnosemitski jezici
Južni centralnosemitski jezici, ogranak centralnosenirskih jezika koji obuhvaća arapske i kanaanske jezike. Predstavnici su:
a) Arapski jezici (35) Arapski poluotok, sjeverna Afrika: arapski (33 različitih arapskih jezika), hassaniyya, malteški.
b) Kanaanski jezici ili kanaanitski (3) Izrael, Palestina: starohebrejski (†), hebrejski, samarijanski hebrejski.
sam'alski

## Vanjske poveznice
- Ethnologue (14th)
- Ethnologue (15th)
- Tree for South Central Semitic  Arhivirana inačica izvorne stranice od 31. kolovoza 2009. (Wayback Machine)